# Бонзель, Вильгельмина
Реги́на Кристи́на Вильгельми́на Бо́нзель (нем. Regina Christine Wilhelmine Bonzel), в монашестве Мари́я Тере́зия Святых Даров Бо́нзель (нем. Maria Theresia vom Hl. Sakrament Bonzel; 17 сентября 1830, Ольпе, Вестфалия — 6 февраля 1905, Ольпе, Пруссия) — монахиня, основательница и генеральная настоятельница Конгрегации бедных сестёр-францисканок непрестанной адорации (O.S.F.); блаженная Римско-католической церкви. Литургическая память ей отмечается 6 февраля.

## Биография
Регина Кристина Вильгельмина Бонзель родилась в городке Ольпе 17 сентября 1830 года в семье богатых торговцев Фридриха Эдмунда Бонзеля и Ангелы, урожденной Мариализе. Она была крещена в местной приходской церкви на следующий день после рождения. Начальное образование получила в школе для девочек в Ольпе. Продолжила обучение в пансионате урсулинок в Кёльне. Во время обучения почувствовала призвание к жизни, посвященной Богу через дела милосердия. В апреле 1850 года, преодолев сопротивление со стороны родителей, Вильгельмина принесла частный обет целомудрия и стала членом Третьего ордена святого Франциска, взяв новое имя Марии Терезии. Вскоре она вошла в «Ассоциацию женщин и девушек, оказывающим помощь бедным и больным» в Ольпе. В 1857 году Мария Терезия возглавила эту организацию.
22 октября 1859 года, вместе с соратницами Региной Лёсер и Кларой Пфандер, по благословению епископа Падерборна, основала и возглавила общину терциарок, харизмой которой стала забота о детях-сиротах. Так в Ольпе появился первый сиротский приют Зауэрланд. К концу 1860 года община насчитывала уже девять сотрудниц. 20 декабря того же года они принесли вечные монашеские обеты. Мария Терезия сменила имя на Марию Терезу Святых Даров. Тогда же в общине была принята непрестанная адорация, то есть постоянное поклонение Святым Дарам.
20 июля 1863 года, епископ Конрад Мартин преобразовал общину в самостоятельную конгрегацию. 6 июля 1865 года он дал новому институту конституции, составленные на основе устава Третьего ордена святого Франциска. Тогда же институт получил название Конгрегации бедных сестёр-францисканок непрестанного поклонения. Харизмой конгрегации стала забота об обездоленных детях и больных бедняках. В августе того же 1865 года Мария Тереза Святых Даров была избрана генеральной настоятельницей нового института. Она потратила всё своё наследство на благотворительные цели. Во время Франко-прусской войны 1870 — 1871 годов в госпитале в Ольпе на попечении монахинь оказались восемьсот раненных солдат.
В период Культуркампф, из-за роста антиклерикальных настроений в Германской империи, конгрегации запретили принимать послушниц. Тогда же настоятельница приняла решение об открытии домов института в США. В декабре 1875 года первые миссионерки прибыли в городок Лафайетт в штате Индиана, где стали ухаживать за больными на миссии среди индейцев. Рост общины позволил вскоре основать институту новые больницы и школы. Генеральная настоятельница трижды посещала дома института в США. С 1882 года конгрегация снова стала принимать послушниц в Германской империи. На время смерти основательницы институт насчитывал 73 дома в Германии и 49 домов в США с 1500 монахинями. Мария Тереза Святых Даров умерла в Ольпе 6 февраля 1905 года.
Процесс её беатификации был открыт в епархиальой курии Падерборна при римском папе Иоанне XXIII 18 сентября 1961 года. Информационная часть процесса завершилась 29 июля 1970 года. Дале процесс длился до 27 марта 2010 года, когда римский папа Бенедикт XVI провозгласил Марию Терезу Святых Даров досточтимой. В Падернборнском соборе 10 ноября 2013 года кардинал Анджело Амато, префект Конгрегации по канонизации святых, по поручению папы Франциска, причислил её к лику блаженных.